# Лотар II (король Лотарингії)
Лотар II (лат. Lotharius, нім. Lothar, фр. Lothaire II; бл. 835 — 8 серпня 869) — 1-й король Лотарингії (855—869). Представник франкської династії Каролінгів. Син Лотара I, імператора Франкської імперії, та Ірменгарди. Від імені цього короля походить назва Лотарингія.

## Біографія
Син Лотаря I, імператора Франкської імперії, та Ірменгарди, доньки Гуго II Боязкого, графа Турського. Значна частина життя була пов'язано з питанням укладання шлюбу. Лотар ще до повноліття вступив в зв'язок зі знатною дівчиною Вальдрадою. У 851 році залишився без матері.
По смерті батька у 855 році відповідно до Прюмської угоди отримав область, що частково відповідала колишній Австразії. Тут знаходилось імперське місто Аахен, церковні резиденції Кельн і Трір, а також відомі своїми виноградниками райони по Рейну і Мозелю. Також у королівство входили Саар, Люксембург, Валлонія, Нижній Рейн і південь Нідерландів в області Маастрихт, Ейндховен, Бреда. Став засновником нового королівства, що дістало назву Лотарингія. Відносно нього слід називати королем Лотарем I, адже його батько був імператором. Втім його рахують за династичним напрямком Каролінгів.
Незабаром після сходження на трон Лотар II віддалив свою коханку, щоб за розрахунками політичної вигоди одружитися з Теутбергою, сестрою графа Гукберта із впливового роду Бозонідів. Вельможі королівства схвалили цей шлюб. Втім через 2 роки (857 року) король став нехтувати Теутбергою, відновив зв'язок з Вальдрадою, мав також інших наложниць. Зрештою король зовсім прогнав дружину, звинувативши її в злочинному зв'язку з братом. Королева знайшла підтримку у васалів, зажадала Божого суду і повністю виправдалася від звинувачень.
Попри це, Лотар II продовжував погано поводитися з нею і готовий був на будь-які жертви, аби з'єднатися законним шлюбом з Вальдрадою. Справа про розлучення короля незабаром перетворилося в гучний скандал і стала важливим явищем тодішнього політичного життя. У конфлікт втягнуті були всі королі, численні єпископи і сам папа римський Миколай I.
У квітні 862 року Лотар II скликав в Ахені собор своїх єпископів, який визнав, що він має право вступити в новий шлюб. Король одружився з Вальдрадою і коронував її королевою. У 863 році собор в Меці затвердив це рішення. Проте папа римський Миколай I, згідно з доповіддю Адо В'єннського, оголосив постанови цих соборів незаконними. З успіхами в просуванні своїх матримоніальних задумів, король також зміг розширити свої володіння. Того ж року після смерті свого молодшого брата Карла Прованського Лотар II успадкував частину його земель з містами Ліон, В'єнн, Гренобль, Узе.
У 865 році Лотар II змушений був віддалити від себе Вальдраду й урочисто замирився з Теутбергою. У 867 році папа римський Миколай I помер. Новий папа Адріан II здавався більш поступливим. У червні 869 року Лотар вирушив до Італії для особистої з ним зустрічі. Адріан II прийняв його люб'язно, і хоча сам не дав згоди на розлучення дозволив скликати собор єпископів в Римі для обговорення цього питання. Король поїхав назад, по дорозі заразився і помер в П'яченці. Теутберга і Вальдрада після цього прийняли постриг. Оскільки справа про розлучення так і не була доведена до кінця, діти Лотаря від Вальдради вважалися незаконними, і королівство його було поділено між родичами — Карлом II Лисим та Людовиком II Німецьким.

## Родина
1. Дружина — Теутберга (д/н-875), донька Бозона Старого, графа Туріна й Валуа
дітей не було
2. Дружина — Вальдрада, можливо донька Еберхарда, графа Ельзасу
Діти:
- Гуго (855–895), герцог Ельзасу
- Берта (863–925), дружина: 1) Теобальда, графа Арля; 2) Адальберт II, маркграфа Тоскани
- Ірменгарда (д/н-898), чорниця в абатстві Св.Юстини в Луцці
- Гізела (865–908), дружина Годфріда, герцога Фризії